# Заамурский госпиталь
Заамурский госпиталь Заамурского округа Отдельного корпуса пограничной стражи Российской империи - военное медицинское учреждение (военный госпиталь второго класса) Заамурского округа Отдельного корпуса пограничной стражи Вооружённых Сил Российской империи.

## Учреждение госпиталя
Правление Китайской Восточной железной дороги 1 (14) июля 1907 года передало в ведение Заамурского округа Пограничной стражи госпитальный городок и имущество бывшего 15-го сводного госпиталя, расположенного на окраине Харбина.

Временный штат, введённый приказом по войскам Заамурского округа, состоял из 86 должностей: главный врач, 7 младших ординаторов, провизор, 20 фельдшеров, 4 сестры милосердия и 53 служителя. Комплектование должностей осуществлялось за счёт персонала пограничных бригад округа .
Особое совещание Министерства финансов на внеочередном заседании рассмотрело вопрос об учреждении госпиталя в Заамурском округе, по результатам которого воспоследовал приказ Шефа Пограничной стражи № 39 от 14 (27) августа 1908 года:

Об учреждении Заамурского окружного госпиталя и утверждении его штатов
Государь император, по всеподданнейшему докладу Особого Совещания, образованного для рассмотрения вопросов, касающихся деятельности Общества Китайской Восточной железной дороги, в день 23 июля с. г. об учреждении окружного госпиталя Заамурского округа Пограничной Стражи, Высочайше повелеть соизволит:

1. В составе Заамурского округа Пограничной Стражи учредить окружной госпиталь на 485 штатных кроватей.

2. Утвердить прилагаемый при этом штат чинов медицинского и хозяйственного персонала, указанного госпиталя.

3. Предоставить Министру Финансов определить особую инструкцию о порядке заведования Заамурским окружным госпиталем, а также права и обязанности медицинских и прочих чинов сего госпиталя.

4. Освидетельствование нижних чинов Заамурского округа Пограничной Стражи и Заамурской железнодорожной бригады, предназначаемых к увольнению в отпуск или вовсе от службы, по расстроенному здоровью, производить при указанном госпитале в комиссии, образуемой под председательством помощника начальника Заамурского округа, из главного врача Заамурского окружного госпиталя и двух ординаторов сего госпиталя, по назначению главного врача.

О таковом Высочайшем повелении объявляю по Пограничной Страже для руководства и надлежащего исполнения.
Подписал: За Шефа Пограничной Стражи

Товарищ Министра Финансов М.Чистяков 

## Штат госпиталя
Для осуществления медицинской и хозяйственной деятельности вновь формируемого госпиталя, вышеуказанным приказом шефа Пограничной стражи введено 153 должности:

главный врач (коллежский советник), 2 старших ординатора (коллежские асессоры), 5 младших ординаторов (титулярные советники), управляющий аптекой (коллежский асессор), рецептариус (титулярный советник), смотритель (обер-офицер), комиссар (коллежский асессор), бухгалтер (титулярный советник), 6 сестёр милосердия (вольнонаёмные), 14 фельдшеров, псаломщик, 8 писарей, 9 лазаретных надзирателей, 27 палатных надзирателей и 75 служителей (все нижние чины).

Штатом не предусматривалась должность начальника госпиталя. Её исполнение возложили на помощника начальника Заамурского округа, как председателя хозяйственного комитета управления округа.

Главный врач назначался приказом шефа Пограничной стражи и пользовался правами командира полка военного ведомства. Он возглавлял хозяйственный комитет госпиталя и комиссию по освидетельствованию нижних чинов на предмет неспособности к действительной военной службе. По вопросам общего управления госпиталем он подчинялся начальнику Заамурского округа, а по медицинским — снитарному инспектору Пограничной стражи тайному советнику Б.М. Шапирову.

В повседневной деятельности главный врач руководствовался специальной инструкцией, утверждённой шефом Пограничной стражи 21 августа (3 сентября) 1908 года.
24 декабря 1907 года благочинным Харбинского духовенства (протоиереем) Леонтием Пекарским (Пекарский Леонтий Федосьевич) освящена Госпитальная церковь при госпитале Заамурского Округа Пограничной стражи.

## Медицинские подразделения госпиталя
- Приёмный покой.
- Офицерское отделение.
- Терапевтическое отделение (бараки № 1, 3).
- Хирургическое отделение (барак № 2).
- Венерическое отделение (барак №4).
- Заразное отделение (барак №5).
- Отделение глазных, ушных и горловых болезней (барак №6).
- Прозекторское отделение.
- Зубоврачебный кабинет.
- Бактериологический кабинет.

## Врачи госпиталя
Главные врачи

Мозолевский Иван Викторович

Действительный статский советник. Главный врач с 16 (29) августа 1908 года. Образование: Императорская военно-медицинская академия. Награды: ордена Святого Станислава II и III степеней, Святой Анны II и III степеней. Уволен от службы 22 сентября (5 октября) 1911 года.

Шульгин Капитон Яковлевич

Статский советник. Главный врач с 22 сентября (5 октября) 1911 года. Образование: Императорская военно-медицинская академия. Научное усовершенствование по военной хирургии там же. Автор ряда научных статей по хирургии. Награды: ордена Святого Станислава II и III степеней, Святой Анны III. Уволен от службы 26 мая (8 июня) 1914 года.

Гловацкий Иосиф Александрович

Коллежский советник. Главный врач с 27 августа (9 сентября) 1914 года. Образование: Императорский Киевский университет Святого Владимира. Научное усовершенствование в Императорской военно-медицинской академии. Доктор медицины по глазным болезням. Награды: орден Святой Анны III степени.

Старшие ординаторы

Блюм Андрей Иннокентьевич

Надворный советник. Старший ординатор с 16 (29) августа 1908 года. Образование: Императорский Московский университет. Доктор медицины. Награды: орден Святого Станислава III степени.

Вист Адольф-Оскар Адольфович

Надворный советник. Старший ординатор с 19 февраля (4 марта) 1913 года. Образование: Императорская военно-медицинская академия. Награды: ордена Святого Станислава III степени, Святой Анны III степени.

Младшие ординаторы

Карпов Павел Петрович

Надворный советник. Младший ординатор с 5 (18) января 1908 года. Образование: Императорский Томский университет. Награды: ордена Святого Станислава II и III степеней, Святой Анны III степени. Переведен в полк старшим врачом 10 (23) августа 1911 года.

Глаголев Александр Васильевич

Надворный советник. Младший ординатор с 16 (29) августа 1908 года. Образование: Императорский Казанский университет. Награды: орден Святого Станислава III степени. Переведен в полк старшим врачом 15 (28) сентября 1912 года.

Попов Николай Васильевич

Надворный советник. Младший ординатор с 16 (29) августа 1908 года. Образование: Императорский Томский университет. Награды: орден Святого Станислава III степени.

Эбиус Рихард Михайлович

Младший ординатор с 16 (29) августа 1908 года. Образование: Императорский Юрьевский университет. Доктор медицины. Чина и наград не имеет.

Сильницкий Александр Васильевич

Коллежский асессор. Младший ординатор с 28 сентября (11 октября) 1908 года. Образование: Императорская военно-медицинская академия. Награды: орден Святого Станислава III степени с мечами.

Попов Михаил Иванович

Надворный советник. Младший ординатор с 24 октября (6 ноября) 1911 года. Образование: Императорский Московский университет. Научное усовершенствование в Императорской военно-медицинской академии.
Награды: орден Святого Станислава III степени.

Суворов Константин Михайлович

Надворный советник. Младший ординатор с 16 (29) октября 1912 года. Образование: Императорский Казанский университет. Награды: орден Святого Владимира IV степени.

## Провизоры госпиталя
Скибневский Владислав Павлович

Управляющий аптекой (вольнонаёмный) с 11 (24) октября 1908 года. Образование: Императорский Московский университет. Провизор. Награды: орден Святого Станислава III степени.

Кох Карл Густавович

Коллежский асессор. Рецептариус с 11 (24) декабря 1908 года. Образование: Императорский Дерптский университет. Провизор. Наград не имеет.

## Госпиталь во времяЭпидемия чумы на Дальнем Востоке 1910—1911 годов
Несмотря на то, что в частях Заамурского округа не было случаев заболевания чумой, с 27 октября (9 ноября) 1910 года лечебная работа госпиталя осуществлялась в условиях строгого противоэпидемического режима. Территория его охранялась специально выделенным подразделением. Все раненые и больные, поступавшие из заражённых районов, помещались в барак-изолятор, а их вещи подвергались дезинфекции. Персонал изолятора был обеспечен халатами с капюшоном, предохранительными масками, резиновыми перчатками и галошами. Также имелся запас предохранительной сыворотки Хавкина.

Под руководством врачей осуществлялся комплекс мероприятий по предупреждению заноса чумы в госпитальные бараки (дезинфекция, дезинсекция, дератизация) и раннему выявлению заболевших, а также своевременная иммунизация медицинского персонала. Кроме того, врачи И.В.Мозолевский, Р.М.Эбиус и М.И.Попов входили в состав одной из подкомиссий Городской санитарно-исполнительной комиссии и организовывали противоэпидемические мероприятия вне госпитального городка вплоть до окончания эпидемии.

## Мобилизациягоспиталя вдействующую армию
В начальный период Первой мировой войны госпиталь оставался в месте постоянной дислокации и продолжал оказывать квалифицированную медицинскую помощь раненым и больным пограничникам. Однако, 10 (23) февраля 1915 года воспоследовал приказ Верховного Главнокомандующего о формировании в Заамурском округе полков по штатам военного времени и направлении их в действующую армию на Юго-Западный фронт.

В июне-июле 1915 года вместе с пограничными полками выдвинулся на фронт и Заамурский госпиталь.
В госпитальном городке осталась команда во главе с исполняющим должность старшего ординатора надворным советником К.М.Суворовым.